# 4127 Kyogoku
4127 Kyogoku este un asteroid din centura principală, descoperit pe 25 ianuarie 1988 de Seiji Ueda și Hiroshi Kaneda.